# Heidi Marie Kriznik
Heidi Marie Kriznik född 23 februari 1970 i Oslo, är en norsk författare. Hon växte upp i Vestby. 
Kriznik debuterade 2002 med romanen Applaus, som hon mottog Tarjei Vesaas debutantpris för. År 2007 utgav hon romanen Borte en vinter.